# 北满洲

中国东北地区的東清鐵路地图

北满洲，简称北满:106:142，主要是满洲国及第二次国共内战时期的用法，指满洲（中国东北）北部，与南满洲相对。
中国学者一般认为北满洲与南满洲的地理分区，与俄国在日俄战争中战败而向日本割让東清鐵路权益相关:106:142。1905年，日俄签订《朴茨茅斯和约》规定以长春宽城子站为界划分東清鐵路。日本所得宽城子站以南即南满铁路。宽城子站以北为北满铁路:106—107。满洲国时期曾设置过北满特别区。
1945年12月28日，毛泽东代表中共中央指示东北局在军事上“让开大路，占领两厢”。随着东北战事推进，东满洲、西满洲更为广泛的使用。以東清鐵路以东为东满洲、以西为西满洲:106—107。划分出东满洲、西满洲后，北满洲一般指今哈尔滨、牡丹江、佳木斯、北安等地区。
日文中的北满洲，指的是中文语境的外满洲。